# Le Bosc-Roger-en-Roumois

Le Bosc-Roger-en-Roumois este o comună în departamentul Eure, Franța. În 1 ianuarie 2018 avea o populație de 3.287 de locuitori.